# Antonie-Sibylle de Barby-Muhlingen
 (juin 2025).
Si vous disposez d'ouvrages ou d'articles de référence ou si vous connaissez des sites web de qualité traitant du thème abordé ici, merci de compléter l'article en donnant les références utiles à sa vérifiabilité et en les liant à la section « Notes et références ».
Antonie-Sibylle de Barby-Muhlingen (7 avril 1641-2 mai 1684) est une comtesse consort de Schwarzbourg-Sondershausen et une ancêtre de plusieurs familles royales européennes, dont la famille royale britannique.

## Mariage et progéniture
Fille d'Albert-Frédéric de Barby-Mühlingen (de) et de Sophie-Ursule d'Oldenbourg-Delmenhorst, Antonie-Sibylle se marie le 22 août 1673 avec le prince Christian-Guillaume Ier de Schwarzbourg-Sondershausen. Ils ont sept enfants :
- Antoine-Albert (1674-1680)
- Auguste-Guillaume (1676-1690)
- Günther XLIII de Schwarzbourg-Sondershausen (1678-1740), qui lui succède comme prince régnant de Schwarzbourg-Sondershausen (1720-1740)
- Sophie-Madeleine (1680-1751), épouse le comte George Albert de Schönbourg-Hartenstein (1673-1716)
- Christiane-Émilie de Schwarzbourg-Sondershausen (1681-1751) épouse le duc Adolphe-Frédéric II de Mecklembourg-Strelitz
- Albertine-Louise (1682-1765)
- Antonie-Sibylle (1684)

## Mort
Antonie-Sibylle décède le 2 mai 1684, à l'âge de quarante-trois ans, des suites de complications lors de l'accouchement de sa dernière fille, également décédée le même jour.
| Antonie-Sibylle de Barby-Muhlingen | Père: Albert Frédéric de Barby-Mühlingen (de) | Grand-père paternel: Jost II de Barby (bg)                            | arrière-grand-père paternel : Wolfgang Ier de Barby-Mühlingen (bg)  |
| Antonie-Sibylle de Barby-Muhlingen | Père: Albert Frédéric de Barby-Mühlingen (de) | Grand-père paternel: Jost II de Barby (bg)                            | arrière-grand-mère paternelle : Agnès de Mansfeld-Mittelrort (d)    |
| Antonie-Sibylle de Barby-Muhlingen | Père: Albert Frédéric de Barby-Mühlingen (de) | Grand-mère paternelle: Sophie de Schwarzbourg-Rudolstadt (d)          | arrière-grand-père paternel : Albert VII de Schwarzbourg-Rudolstadt |
| Antonie-Sibylle de Barby-Muhlingen | Père: Albert Frédéric de Barby-Mühlingen (de) | Grand-mère paternelle: Sophie de Schwarzbourg-Rudolstadt (d)          | arrière-grand-mère paternelle : Julienne de Nassau-Dillenbourg      |
| Antonie-Sibylle de Barby-Muhlingen | Maman: Sophie Ursule d'Oldenbourg (ca)        | Grand-père maternel: Antoine II d'Oldenbourg-Delmenhorst              | Arrière-grand-père maternel : Antoine Ier d'Oldenbourg              |
| Antonie-Sibylle de Barby-Muhlingen | Maman: Sophie Ursule d'Oldenbourg (ca)        | Grand-père maternel: Antoine II d'Oldenbourg-Delmenhorst              | Arrière-grand-mère maternelle : Sophie de Saxe-Lauenbourg (bg)      |
| Antonie-Sibylle de Barby-Muhlingen | Maman: Sophie Ursule d'Oldenbourg (ca)        | Grand-mère maternelle: Sibylle-Élisabeth de Brunswick-Dannenberg (bg) | Arrière-grand-père maternel : Henri de Brunswick-Dannenberg         |
| Antonie-Sibylle de Barby-Muhlingen | Maman: Sophie Ursule d'Oldenbourg (ca)        | Grand-mère maternelle: Sibylle-Élisabeth de Brunswick-Dannenberg (bg) | Arrière-grand-mère maternelle : Ursule de Saxe-Lauenbourg (de)      |